# Cascades Silverband
Les cascades Silverband són cascades ubicades al Parc Nacional Grampians, a l'oest de Victòria, Austràlia. Alimentat pel rierol Dairy, les cascades es caracteritzen per una banda estreta d'aigua que cau sobre una petita roca i després desapareix en una base rocosa. El rierol ressorgeix uns 50 metres a l'oest de les cascades.
Els primers visitants europeus a les cascades les van anomenar «Silverband» (banda de plata) a causa del seu estret corrent d'aigua.